# Borís Taschí
Borís Borísovich Taschí (Odessa, Ucrania, 26 de julio de 1993) es un futbolista ucraniano que juega de centrocampista en el F. C. Erzgebirge Aue de la 3. Liga.
El 29 de noviembre de 2015 hizo su debut en la Bundesliga con el VfB Stuttgart en un encuentro contra el Borussia Dortmund.

## Selección nacional
Ha sido internacional con la selección de fútbol sub-20 de Ucrania.

## Clubes
| Club                            | País            | Año       |
| ------------------------------- | --------------- | --------- |
| Chornomorets Odessa             | Ucrania         | 2009-2011 |
| F. C. Dinamo Moscú              | Rusia           | 2011-2014 |
| Chornomorets Odessa (cedido)    | Ucrania         | 2012-2013 |
| F. C. Hoverla Uzhhorod (cedido) | Ucrania         | 2013-2014 |
| VfB Stuttgart II                | Alemania        | 2014-2016 |
| VfB Stuttgart                   | Alemania        | 2016-2017 |
| F. C. Zbrojovka Brno (cedido)   | República Checa | 2017      |
| M. S. V. Duisburgo              | Alemania        | 2017-2019 |
| F. C. St. Pauli                 | Alemania        | 2019-2021 |
| F. C. Pohang Steelers           | Corea del Sur   | 2021      |
| F. C. Erzgebirge Aue            | Alemania        | 2022-     |